# Felivaru (Noonu-atol)
Felivaru is een van de onbewoonde eilanden van het Noonu-atol behorende tot de Maldiven.